# Bazarella pilosa
Bazarella pilosa és una espècie d'insecte dípter pertanyent a la família dels psicòdids que es troba a la Xina: Xinjiang.